# رضوان حرسي محمد
رضوان حرسي محمد (بالصومالية: Ridwaan Xirsi Maxamed)‏ سياسي صومالي شغل منصب وزير الأوقاف والشؤون الدينية و منصب نائب رئيس وزراء الصومال.

## نائب رئيس وزراء الصومال

### التعيين
في 17 يناير 2014 عين رضوان وزيرا للشؤون الدينية، ونائبا لرئيس وزراء الصومال. خلفا للوزيرة فوزية يوسف حاج آدم.

### اللجنة المكلفة بإقامة جنازة وطنية للراحلعبد الرزاق حاج حسين
في 1 فبراير 2014 عُين رضوان رئيسًا للجنة الحكومية المكلفة بتنظيم جنازة وطنية لرئيس وزراء الصومال الراحل عبد الرازق حاجي حسين الذي توفي في 31 يناير 2014. 

### مشروع قانون الأسلحة غير المشروعة
في أغسطس 2014 ترأس رضوان اجتماعا لمجلس الوزراء الصومالي ناقش المسؤولون خلاله مشروع قانون يهدف إلى حظر تجارة وحيازة الأسلحة غير المشروعة في الصومال، وكان القانون المقترح جزءًا من إصلاح واسع لقطاع الأمن، في البلاد، وأقر وزراء الحكومة بالإجماع القانون الجديد.  

### إعادة افتتاح مبنى وزارة الثقافة والتعليم العالي
في سبتمبر 2014 أعادت الحكومة الفيدرالية الصومالية فتح مبنى وزارة الثقافة والتعليم العالي في حفل رسمي في العاصمة الصومالية مقديشو، و ترأس نائب رئيس الوزراء ووزير الشؤون الدينية رضوان حرسي المناسبة، بحضور ممثلين من مختلف الجامعات وأعضاء مجلس النواب ودبلوماسيين وأكاديميين ومغنين، وتحدث وزير الثقافة والتعليم العالي دعالي آدم محمد عن جهود وزارته في إعادة تأهيل مبنى الوزارة، الذي لم يُستخدم لأكثر من عشرين عامًا بعد انهيار الحكومة المركزية عام 1991. ووصف رضوان إعادة فتح المبنى بأنه إنجاز كبير للحكومة والمجتمع الصوماليين كما عبر عن امتنانه لوزارة الثقافة والتعليم العالي على أعمال التجديد التي قامت بها. 

### التعداد العام للسكان
في سبتمبر 2014 نشرت وزارة التخطيط والتعاون الدولي تعدادًا سكانيًا أوليًا لمواطني الصومال، في سابقة من نوعها تقوم بها الحكومة الصومالية منذ أكثر من عقدين خلال الحرب الأهلية الصومالية، بمساهمة من صندوق الأمم المتحدة للسكان، وبحسب نائب رئيس الصومال رضوان حرسي ووزير التخطيط سعيد عبد الله دني فإن التعداد السكاني سيسهل تنفيذ رؤية 2016 الحكومية ومشاريع التنمية العامة في البلاد، كما أشارت وزارة التخطيط إلى أن بيانات التعداد الأولية تشير إلى أن هناك حوالي 12.360.000 مقيم في البلاد وأنها تخطط لإجراء تعداد للمغتربين الصوماليين. 